# Ilhas Ábaco

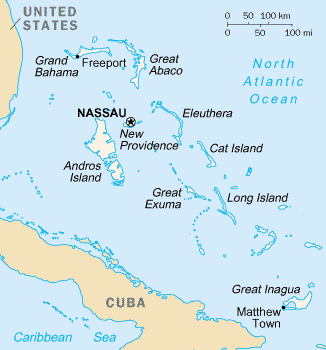
Mapa das Bahamas. As ilhas Ábaco ficam na parte setentrional do arquipélago.

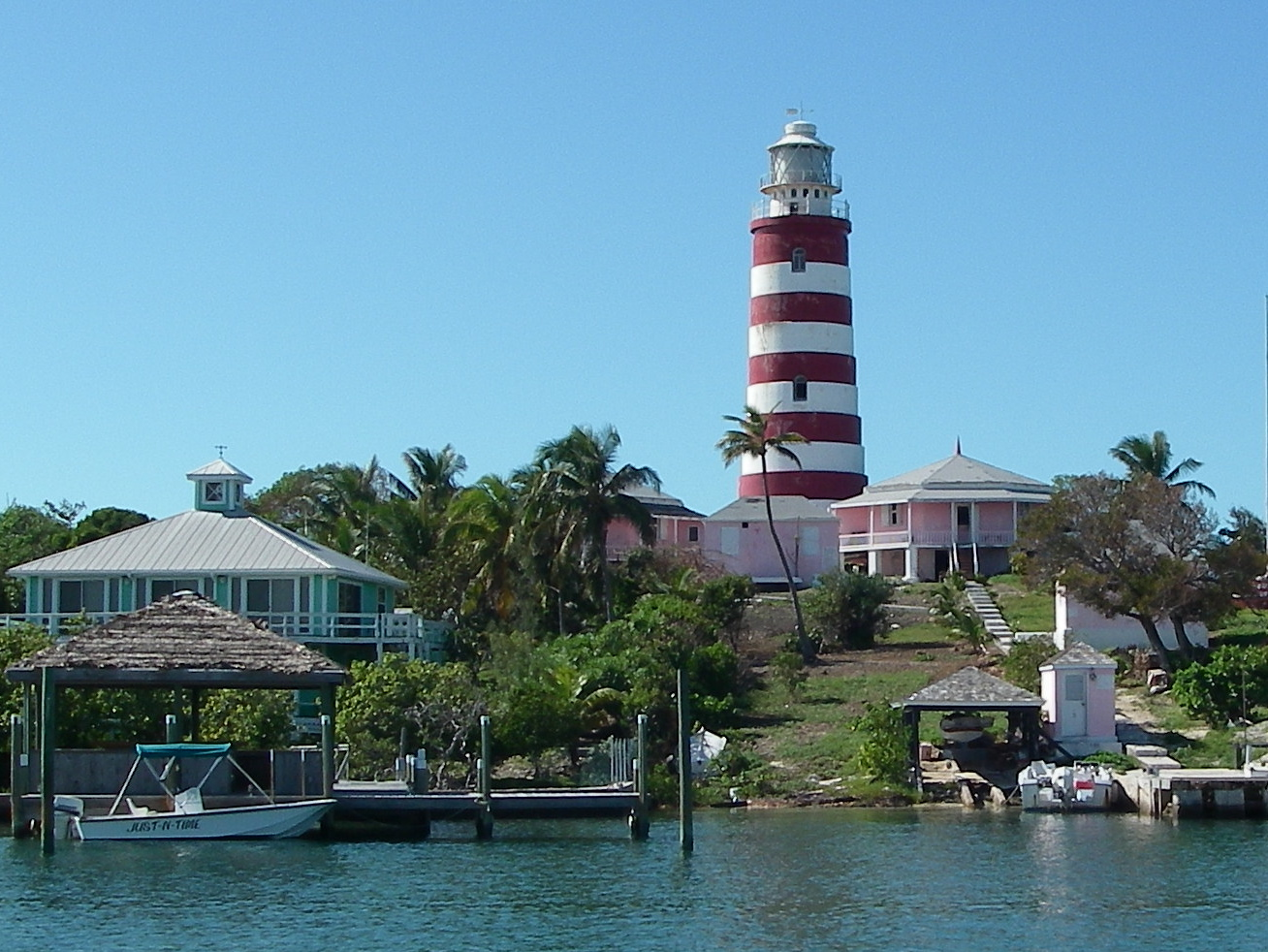
Abaco Islands.

As ilhas Ábaco são um dos arquipélagos das Bahamas. Situa-se no norte do país e inclui as ilhas Grande Ábaco e Pequena Ábaco, bem como um grande número de pequenas ilhas ou cayos, totalizando cerca de 1 681 km².
Tal como a Ilha Gato, os seus primeiros povoadores de origem europeia foram colonos realistas que fugiram da América do Norte na época da independência dos Estados Unidos, em 1783.
As ilhas são uma importante base para actividades de vela e actividades turísticas.
A população total é de cerca de 13 000 habitantes. A principal cidade é Marsh Harbour. O farol em Hope Town está decorado em cores vermelhas e brancas e é um símbolo distintivo da cidade. A composição étnica é de igual proporção entre brancos e negros